# 두시언해
《두시언해》(杜詩諺解)는 중국 당나라의 시인인 두보(杜甫)의 작품을 조선 시대 왕명에 의해 조위(曺偉), 유윤겸(柳允謙), 의침(義砧) 등이 번역한 책이다. 원래의 제목은 분류두공부시언해(分類杜工部詩諺解)로 ‘공부’는 두보의 벼슬 이름, ‘분류’는 시를 내용에 따라 분류하여 실었다는 뜻이다.
조선 중기의 옛말을 연구하는 데 귀중한 문헌으로 모두 25권 17책으로 간행되었으며, 초간본은 조선 성종 때(1481) 활자책으로 간행되었고, 중간본은 인조 때(1632) 목판으로 간행되었다. 초간본에는 반치음(半齒音), 방점(傍點), ㆁ(牙音) 등이 사용되어 있다.

## 평가
원작에 충실하면서도 한국어의 표현력을 탁월히 구사해 좋은 번역이라 평가 받고 있다.

## 작품
'초간본'은 조선 성종 12년(1481년)에, '중간본'은 인조 10년(1632년)에 나와 두 본의 표기 방법의 차이는 한국어사 연구의 중요한 자료이다.
두시언해에 있던 작품들은 당시의 과거 시험에도 자주 출제되었다. 내용은 다음과 같이 구성되어 있다.
- 《기행(紀行)》
- 《문장(文章)》
- 《술회(述懷)》
- 《회고(懷古)》

등 총 52부로 구성되어 있어 막대한 양이 편찬되어 있다.

## 같이 보기
- 두시